# ヤン・ドンケル・クルティウス

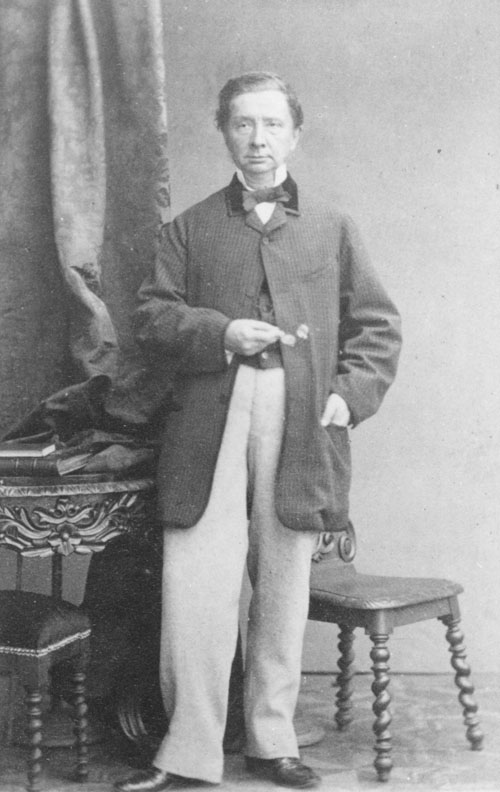
ヤン・ ドンケル・クルティウス

ヤン・ヘンドリック・ドンケル・クルティウス（Jan Hendrik Donker Curtius、1813年4月21日 - 1879年11月27日）は、江戸時代末期の最後のカピタン（オランダ商館長）、オランダの外交官。

## 生涯
1813年4月21日、オランダのアーネム（Arnhem）で生まれる。1835年にオランダ領インドネシアのジャワ島に渡り、バタヴィア高等法院の評定官、高等軍事法院議官を経て、1852年7月、長崎に来日する。同年11月、出島のオランダ商館長に就任した。1855年8月には駐日オランダ理事官を兼務する。
長崎奉行との交渉を委任され、米国が砲艦外交で日本に開国を迫ろうとしていることを、オランダ風説書とともに提出した「別段風説書」で江戸幕府に予告した。その際、米国との交渉の前にオランダとの間に通商条約を締結して開国すべきと進言し、交渉を開始するが不調に終わる。2度に渡るペリー艦隊来航の後、1855年に日米和親条約が締結されると、開国政策に転じた幕府の要求に応じ、スンビン号（のち観光丸）寄贈の手配を行い、ヤパン号（のち咸臨丸）とエド号（のち朝陽丸）の軍艦2隻の発注、長崎海軍伝習所の設立、オランダ海軍士官（ファビウス、カッテンディーケら）の招聘などに関与。これらの活躍を通じて日本側の信頼を得、安政2年12月23日（1856年1月30日）、ついに日蘭和親条約の締結に至った。安政3年7月10日（1856年8月10日）、イギリス使節の渡来を知らせ、列国との通商条約締結を幕府に勧告した。さらに、安政4年8月29日（1857年10月16日）、日蘭追加条約を締結。これは自由貿易関係への移行を前提とした貿易規制の緩和を含む、日本が外国と結んだ最初の通商条約であった。
安政5年7月10日（1858年8月17日）には、日米修好通商条約から19日遅れでほぼ同等の内容の日蘭修好通商条約を締結、自由貿易が認められた（万延元年2月9日、批准書を交換した）同年、長崎奉行と交渉し、踏み絵の廃止を実現するなど、開国後のオランダ最初の駐日外交官として日蘭間の交渉役を続けた。この交渉の過程で日本人へオランダ語を教授するかたわら、自ら日本語の研究も進め、1857年には日本語の文法書『日本文法稿本（Proeve eener Japansche spraakkunst）』を作成。また、日本初の有線式実用長距離電信実験に成功し、電信技術を日本にもたらした。
1860年に離日し、帰国した。日本滞在中に蒐集したさまざまな書籍はライデン大学に寄贈され、以後オランダの日本研究の基礎文献とされた。明治12年（1879年）11月27日、故郷のアーネムで死去。